# Mitologia prussiana

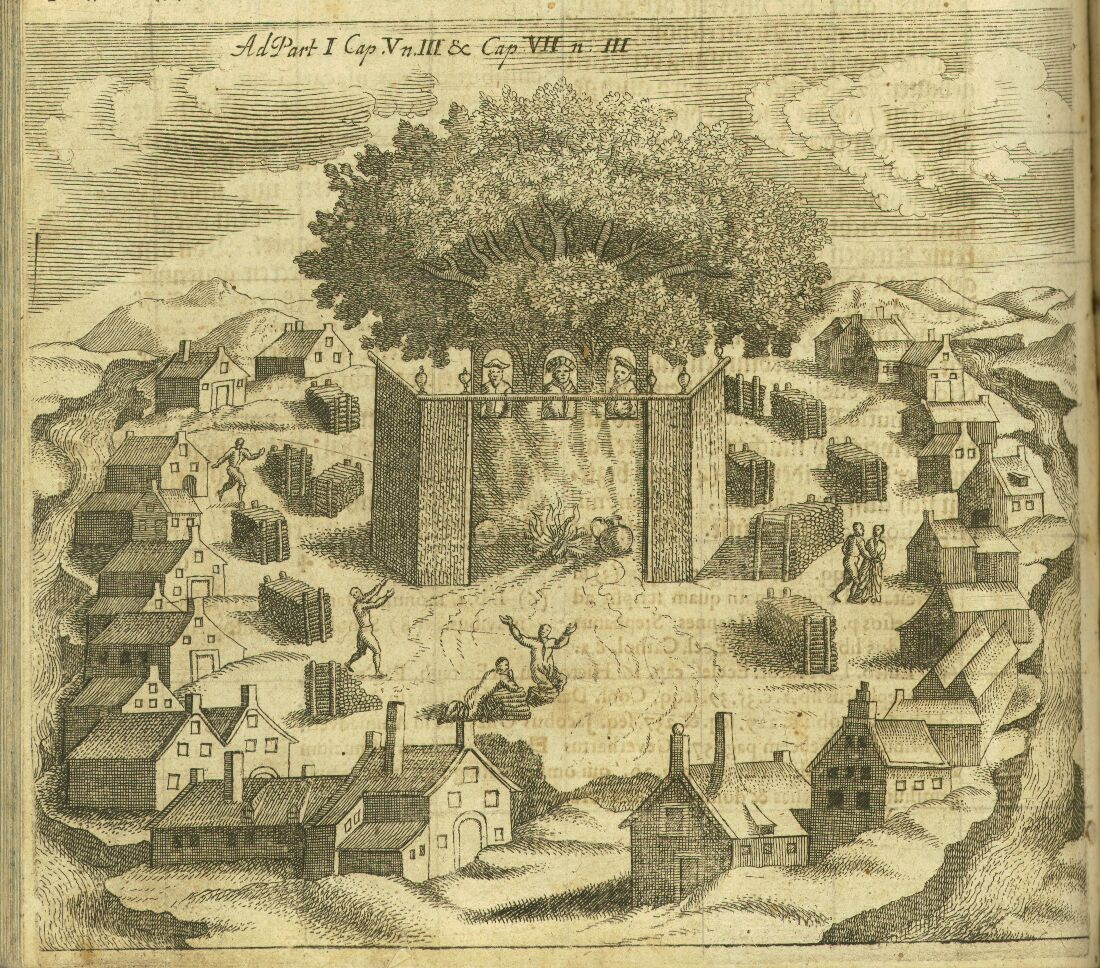
El temple de Romuva segons la descripció de Simon Grunau

La mitologia prussiana és el nom de les creences religioses dels antics pobles que habitaren la regió de Prússia. Aquests pobles, d'ètnia bàltica, eren politeistes i els seus mites i llegendes tenen força lligams amb les dels altres pobles bàltics, com els lituans o la mitologia letona. Una croada encomanada a l'Orde Teutònic, aconseguí acabar amb aquestes creences. En les cròniques medievals apareixen breus referències als seus déus i rituals religiosos i també en alguns documents oficials.

### Primeres llistes

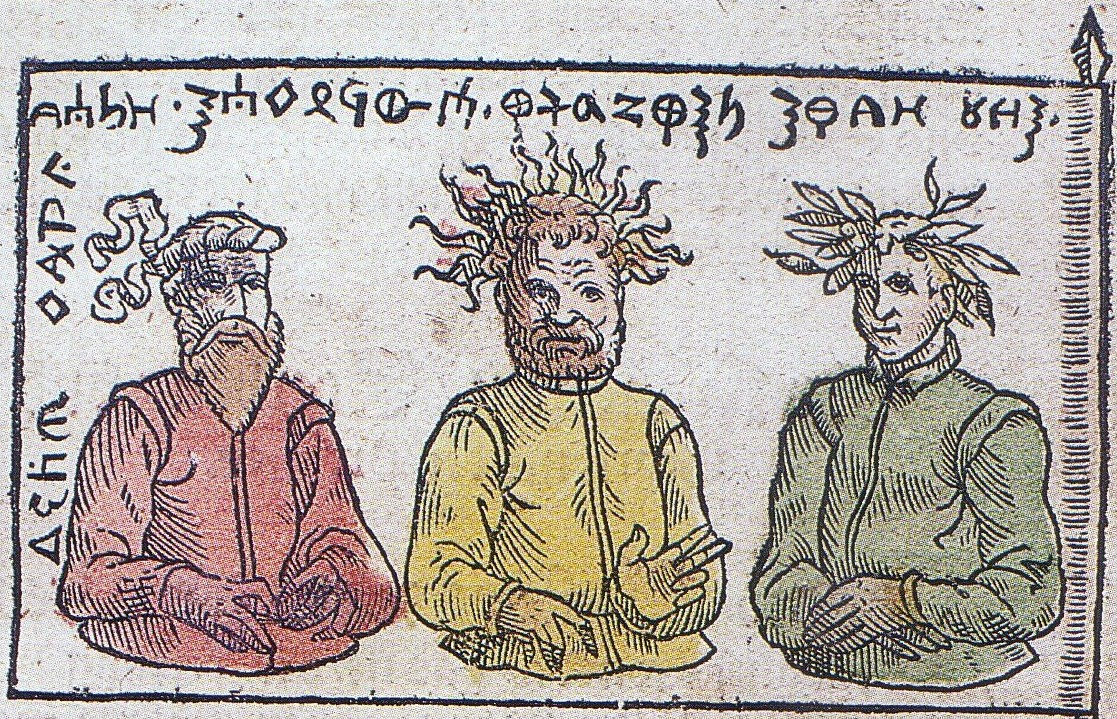
Déus prussians: Peckols, Perkūnas i Potrimpus, segons Simon Grunau

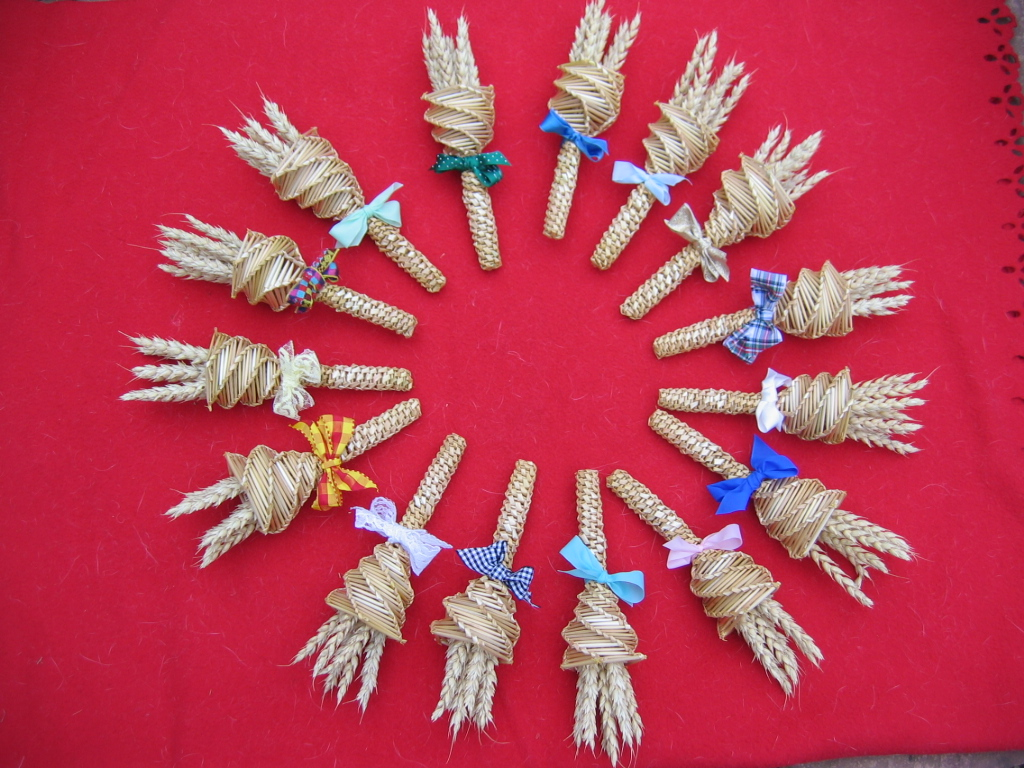
S'ha proposat que Curche podria no ser un déu sinó una figura decorativa com aquestes de palla que es fan per la collita a Cambridgeshire (Anglaterra)